# Мост Каменотёсов
Мост Каменотёсов (кит. 昂船洲大橋) — мост, пересекающий пролив Рамблер, расположенный на территории округа Кхуайчхин; 3-й по длине основного пролёта вантовый мост в мире (1-й в Гонконге). Является частью скоростной автодороги №8, связывающей международный аэропорт Чек-Лап-Кок на острове Лантау с основной частью Гонконга.

## Характеристика
Мост соединяет острова Цинг-И и Стоункаттерс.
Длина моста — 1 596 м. Мост представляет из себя двухпилонный вантовый мост с основным пролётом длиной 1 018 м. Вантовая секция моста сменяется двумя секциями (с обеих сторон) балочной конструкции. Высота основных башенных опор — 298 м.
На время открытия мост являлся вторым в мире вантовым мостом по длине основного пролёта, после моста Сутун. 
Имеет 6 полос движения (по три в обе стороны).
Строительство моста обошлось в 356 млн долларов США.